# Glenn Roberts (calciatore)
Glenn Noble Kårby Roberts (Oslo, 26 giugno 1988) è un calciatore norvegese, attaccante del Nordstrand.

## Carriera
Roberts iniziò la carriera con la maglia del Vålerenga. Debuttò nella Tippeligaen il 17 aprile 2006, nella sconfitta per due a uno nel derby contro il Lyn: subentrò a Magne Hoseth. Il 29 ottobre dello stesso anno, segnò la prima rete tra i professionisti e nella massima divisione norvegese: contribuì infatti al successo per due a zero in casa del Sandefjord.
Nell'aprile del 2008, fu ceduto in prestito al Nybergsund-Trysil assieme al compagno di squadra Amin Nouri. Giocò il primo match per il nuovo club in data 13 aprile, nel successo per quattro a zero sul Bryne. Giocò altri 4 incontri per la squadra, prima di tornare al Vålerenga.
Con il club di Oslo fu schierato in campo ancora in 5 partite, venendo poi ceduto all'Aalesund. Il 13 aprile 2009 esordì nel nuovo club, quando entrò in sostituzione di Peter Orry Larsen. Il 17 giugno arrivò il primo gol per il nuovo club, nel due a uno sullo Stavanger. Il 13 settembre siglò anche la prima rete in campionato, nella vittoria per due a zero sul Lyn.
Nel 2010, fu ceduto in prestito agli svedesi dell'Åtvidaberg: debuttò nella Allsvenskan nel pareggio a reti inviolate contro il GAIS. Il 15 settembre arrivò il primo ed unico gol, nella vittoria per due a uno sul Djurgården.
Il 14 gennaio 2011 fu ufficializzato il suo passaggio al Sarpsborg 08, squadra neopromossa nella Tippeligaen.

## Palmarès

### Club

#### Competizioni nazionali
- Coppa di Norvegia: 1

Vålerenga: 2008